# Cianammiduri

La cianammide (a sinistra) è in equilibrio di risonanza con la diimmide (a destra) e si conoscono derivati organici di entrambi i tautomeri.

I cianammiduri sono i sali contenenti l'anione cianammiduro, di formula CN22- mentre composti organici derivati dalla cianammide sono detti cianimmidi di formula generale R2N-C≡N tautomeri delle carbodiimmidi di formula R-N=C=N-R .
I cianammiduri vengono usati come concimi (come il cianammiduro di calcio).
Le cianimmidi possono essere convertite in gruppi funzionali urea (R2NC(=E)NR2 dove E = O, S, Se) e vengono sintetizzate in vari modi, come la reazione di von Braun.

Conversione di un'ammina terziaria in una cianimmide tramite bromuro di cianogeno.